# Hyperlink

Typisches Anzeichen für einen Hyperlink: ein Mauszeiger in Form einer Hand über einem Text mit Hervorhebung (Unterstreichung, farbliche Absetzung)

Ein Hyperlink (Aussprache [ˈhaɪ̯pɐˌlɪŋk], amerikanisch-englisch /haɪpərˌlɪŋk/, britisch-englisch /ˈhaɪpəˌlɪŋk/; deutsch wörtlich „Über-Verknüpfung“, sinngemäß elektronischer Verweis) ist der Anglizismus für einen Link, der als Querverweis in einem Hypertext fungiert und einen Sprung zu einem anderen elektronischen Dokument oder an eine andere Stelle innerhalb eines Dokuments ermöglicht. Wenn der Hyperlink ausgeführt wird, wird automatisch das darin angegebene Ziel aufgerufen. Im Allgemeinen wird der Begriff auf das World Wide Web bezogen, in dem Hyperlinks ein Kernbestandteil sind; hierzu ist auch der (ebenso aus dem Englischen stammende) Bezeichner Weblink einschlägig, gelegentlich wird auch der Bezeichner Internetlink verwendet. Für einen Hyperlink direkt auf eine Datei zum Herunterladen ist auch der Begriff Downloadlink gebräuchlich. Inhaltlich entspricht das Konzept von Hyperlinks Querverweisen in der gedruckten Literatur, deren Ziel dort manuell aufgesucht werden muss.
Durch das Hypertextsystem können auch Dateien anderen Typs, die im selben System vorliegen oder daran angeschlossen sind, aufgerufen werden. So können Hyperlinks genutzt werden, um beispielsweise Filme, Bilder und Animationen zu erreichen oder Dateien auf einen Computer herunterzuladen.

## Allgemeiner Aufbau und Funktionsweise
Man spricht von einem verlinkten Dokument, wenn es mindestens ein weiteres Dokument gibt, das mit einer gültigen Verknüpfung (Hyperlink) auf dieses Dokument verweist und dadurch ein Zugriff auf dieses Dokument möglich wird. Der Link des verlinkenden Dokuments besteht in der Regel aus zwei Teilen, einen für den Benutzer „sichtbaren“ Teil (ein Bild oder ein angezeigter Text, der dem Benutzer anzeigt, was er erwarten kann), sowie einen unsichtbaren Teil, das Linkziel im unsichtbaren Quelltext, das für diesen Link hinterlegt ist. Solche Links werden verwendet, um den Lesefluss nicht zu unterbrechen oder wenn bei Weblinks nicht die vollständige Internetadresse angezeigt werden soll.
In einem Link können weitere Metainformationen hinterlegt sein, z. B. ob die Anzeige zum neuen Inhalt wechseln soll oder ob ein neues Fenster dafür geöffnet wird, oder ob temporär ein weiterer Text (Tooltip oder Quickinfo) angezeigt wird, wenn der Benutzer mit der Maus über den Link fährt. Auch eine Reihenfolge ist definierbar, in der die Links aktiv werden, wenn die Links statt mit der Maus mit der Tastatur gewählt werden.

## Verwendung

### World Wide Web
Hyperlinks sind ein charakteristisches Merkmal des Internets. Sie stellen im heutigen World Wide Web ein fundamentales Element dar; sie entsprechen einer Vernetzung auf Anwendungsebene. Mit ihrer Hilfe lassen sich Webseiten und andere Dateien verbinden, die entweder auf demselben Rechner liegen oder durch einen Webserver zur Verfügung gestellt werden. Eingebunden werden Hyperlinks meist mittels der standardisierten Auszeichnungssprache HTML.
Die Syntax lautet dabei folgendermaßen:
```
<
a
 
href
=
"http://www.example.com/"
>
Linktext
</
a
>

```

würde einen Hyperlink auf die Webseite http://www.example.com/ anlegen. Linktext ist dabei der Text, der für den Benutzer (User) auf der Seite als Weiterleitung auf die entsprechende Internetseite angezeigt wird.
Ziel eines solchen Links kann eine andere Datei (Webseite, Bild-, Audio-, Text- oder Videodatei) oder ein dynamisch erstelltes Dokument sein. Ein Link enthält die Adresse des Ziels als URL. Meistens definiert ein Link zusätzlich, wie er für den Benutzer dargestellt werden soll. Bei Hypertext-Dokumenten wird dazu fast immer in dem Link ein Linktext angegeben, der dem Benutzer angezeigt wird.
Bei den Linkverweisen im Web handelt es sich um eine sehr einfache Implementierung von Hyperlinks; im Gegensatz zu früheren Systemen sind diese Weblinks unidirektional, d. h., das Ziel des Links weiß nichts darüber, dass ein Link auf es zeigt. Wird das Zieldokument umbenannt oder gelöscht, wird der Link nicht automatisch korrigiert, es entsteht ein sogenannter „toter Link“.
Statt des Linktextes kann ein Link auch andere HTML-Elemente enthalten wie Grafiken oder eingebettete Objekte (z. B. eine 'Flash-Animation').
Internet-Links können auch auf andere als die vom Benutzer erwartete Adresse führen. Zu solchen Zwecken erstellte Weiterleitungen führen dann entweder auf eine weitere Webseite oder zu anderen Zielen (Dateien). Dies kann unter Umständen auch so geschehen, dass es dem Anwender verborgen bleibt. Mehrfache Weiterleitungen sind ebenfalls möglich.
Das Verlinken von fremden Dateien (Bilder usw.) bezeichnet man als Hotlinking.

#### Hyperlinkstrukturen

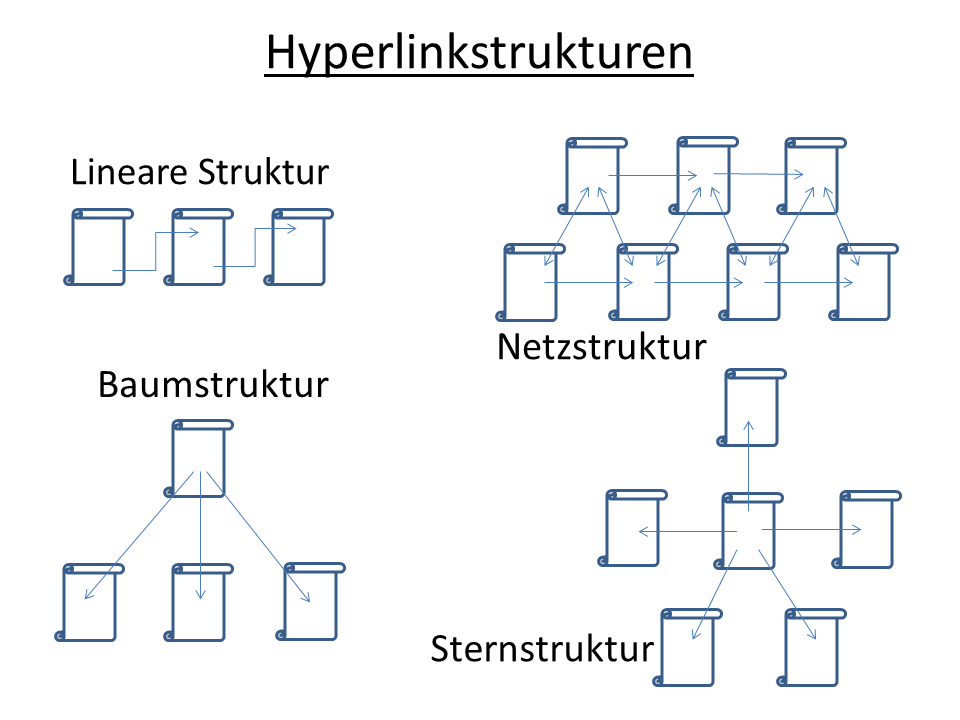
Hyperlinkstrukturen

Die Links bestimmen die Dokumentenstruktur. Dadurch kann man festlegen, wie der Besucher sich in einer Webpräsenz bewegen kann.
Es gibt insgesamt vier Strukturen, die durch Verweise entstehen können:
Lineare Struktur
Hier gelangt der Benutzer in einer bestimmten Reihenfolge von einer Seite aus zu einer anderen. Der Benutzer nimmt dabei eine passive Rolle ein.
Baumstruktur
Der Benutzer ist in einer aktiven Rolle. Er kann von einer Seite aus in mehrere untergeordnete Seiten gelangen.
Netzstruktur
Der Benutzer hat hier eine hohe Interaktivität. Er kann von jeder Seite aus zu einer beliebigen Seite springen. Dabei kann er die Struktur nur schwer überblicken.
Sternstruktur
Diese Struktur orientiert sich sehr am Inhalt der Seite. Der Benutzer kann aussuchen, zu welcher Seite er von einer Seite aus gelangen kann. Die Sternstruktur wird häufiger in digitalen Lexika benutzt.
Zumeist finden sich auf Webseiten Kombinationen aus den genannten Strukturen. Während beispielsweise das Menü Baumstruktur aufweist, sind die einzelnen Seiten intern miteinander vernetzt. Der Nutzer ist somit in der Lage zielgerichtet zu recherchieren. Hinzu kommende Links zu externen Ressourcen verschiedenster Quellen dienen der Absicherung des Recherchierten.

### Office-Dokumente
Auch in den meisten Büroprogrammen lassen sich Hyperlinks realisieren. Die Verwendung eines Hyperlinks ist allerdings komplex. Beispielsweise ist es möglich, in einem Textdokument mit Hyperlinks auf ein gesondertes Glossar zu verlinken oder in einer Präsentation Hyperlinks etwa in der Art einer Navigationsleiste zu gestalten. Es gibt auch Verlinkungen, die für den Benutzer nicht direkt sichtbar sind. Jede Stil-, Absatz- oder Seitenvorlage ist ein zentral gespeicherter Datensatz, der über Links in Teile eines Dokuments eingebunden wird. Auch Kopf- und Fußzeilen werden nur einmal gespeichert und in jede Seite über einen Link eingebunden. Auch, wenn hierbei normalerweise nicht von einem Link gesprochen wird, ist das Funktionsprinzip dasselbe wie bei klassischen Textlinks. Falls eine Kopfzeile eine Navigationsleiste mit eigenen Linkverknüpfungen enthält, werden zwei unterschiedliche Linksysteme ineinander verschachtelt gespeichert. Nicht alle Officesysteme unterstützen das.
Unterschieden werden allerdings Hyperlinks als anklickbare Verknüpfung und verknüpfte Werte beispielsweise bei einer Vorlage oder in einer Tabellenkalkulation. Der Ausdruck Verknüpfung bezeichnet hier eine Variable in Form der Positionsangabe einer Zelle, an dessen Speicherziel ein permanent verwendeter Wert hinterlegt ist. Obwohl auch dies im Wortsinne ein Hyperlink ist, unterscheiden sich der klassische Link und eine Tabellenverknüpfung in ihrem Verhalten. Beispielsweise lässt sich an einer zentralen Stelle ein Mehrwertsteuersatz speichern, der in einer anderen Tabelle (oder eines Tabellenteils) permanent in Echtzeit innerhalb von Formeln aufgelöst wird, beispielsweise um den gespeicherten Nettopreis und den in der Formel errechneten Bruttopreis auszuweisen. Die Änderung des verknüpften Wertes hat im Gegensatz zum klassischen Hyperlink die sofortige Neuberechnung und Anzeige aller errechneten Werte zur Folge, ohne dass der Benutzer etwas anklicken muss.
Zusätzlich muss zwischen eingebetteten und verknüpften Dokumententeilen unterschieden werden. Ein eingebettetes Dokument (oder Dokumententeil) ist eine einfache Kopie des ursprünglichen Originals und hat nichts mit einem Hyperlink zu tun. Wenn sich Inhalte darin ändern, wirkt sich dies nicht auf andere Dokumente aus, in denen dasselbe Ursprungsdokument in einer früheren Version eingebettet ist. Ist das Dokument dagegen verknüpft, befindet sich lediglich ein Verweis auf die Zieldaten im Quelltext. Wenn vom verknüpften Dokument einzelne Inhalte verändert werden, geschieht die Veränderung nicht im eigentlich geladenen Dokument, sondern in dem Dokument, auf das sich die Verknüpfung bezieht und das für den Benutzer unsichtbar ebenfalls geladen wurde. Diese Änderung wirkt sich auf alle Dokumente aus, die dieselben Verknüpfungen enthalten. Auch Phrasen, die über besondere Listen programmintern verwaltet und über eine definierte Tastenfunktion abgerufen werden, arbeiten nach dem Linkprinzip. Allerdings löst der aktivierte Link hier jedoch einen Kopiervorgang aus, der Link auf den Phrasentext selbst wird in der Regel nicht gespeichert.
Verknüpfungen können in einigen Programmen auch nach vordefinierten Regeln automatisch aktiviert werden. Wenn beispielsweise eine Briefvorlage gespeichert wird, wird der Inhalt des Dokuments zusammen mit allen zugehörigen Vorlagen in jedes darauf beruhende neue Dokument kopiert, zusätzlich wird aber auch eine Linkinformation hinterlegt. Ändert sich später die Briefvorlage, wird beispielsweise in OpenOffice.org beim Öffnen eines älteren Dokuments die Rückfrage gestellt, ob das Dokument an die aktuelle Vorlage angepasst werden soll oder nicht. Wird das Dokument in der täglichen Arbeit weiter verwendet, ist die Anpassung in der Regel sinnvoll, bei archivierten Dokumenten hingegen ist die dynamische Anpassung normalerweise nicht erwünscht.

### Internetverknüpfung (.url)
Eine Internetverknüpfung (englisch internet shortcut genannt), mit der in der grafischen Oberfläche in der Voreinstellung ausgeblendeten Dateierweiterung .url (= Uniform Resource Locator), ist das Dateiformat in Windows-Systemen für Weblinks (Hyperlinks in das Internet, „Verknüpfung mit Internet-URL“).
Internetverknüpfungen sind Textdateien mit teilweise hexadezimalen Einträgen. Ihr Inhalt ist wie folgt aufgebaut:
```
[InternetShortcut]

URL
=
https://www.wikipedia.org/

WorkingDirectory
=
C:\WINDOWS

ShowCommand
=
7

IconIndex
=
1

IconFile
=
C:\WINDOWS\SYSTEM\url.dll

Modified
=
20F06BA06D07BD014D

HotKey
=
1601

```

Diese Werte können auch über die „Eigenschaften“ einer Internetverknüpfung (beispielsweise mit einem Rechtsklick im Kontextmenü, und dort über den Tab „Webdokument“ zu erreichen) angezeigt und geändert werden. Die Oberfläche, um diese Eigenschaften zu ändern, ähnelt der Dateiverknüpfungen, der innere Aufbau gleicht jedoch den INI-Dateien.

### Freedesktop.org .desktop-Datei
Ein Weblink unter Unix/Linux mit Desktop-Umgebung wird in einer .desktop-Datei abgelegt. Es ist eine Textdatei mit folgendem Aufbau:
```
[Desktop Entry]

Encoding
=
UTF-8

Type
=
Link

Name
=
Wikipedia

URL
=
https://www.wikipedia.org/

```

### macOS-.webloc-Datei
Auf macOS-Systemen ist die Syntax im XML-Format:
```
<?xml version="1.0" encoding="UTF-8"?>

<!DOCTYPE plist PUBLIC "-//Apple//DTD PLIST 1.0//EN" "http://www.apple.com/DTDs/PropertyList-1.0.dtd">

<plist
 
version=
"1.0"
>

  
<dict>

    
<key>
URL
</key>

    
<string>
https://www.wikipedia.org/
</string>

  
</dict>

</plist>

```

### Wikis
Auch die einzelnen Seiten eines Wiki sind durch Hyperlinks, so genannte Wikilinks, miteinander verbunden. Ihre Implementierung kann je nach verwendeter vereinfachter Auszeichnungssprache unterschiedlich gestaltet sein.
Die in MediaWiki genutzte Sprache Wikitext kennt:
Interne Links
Hyperlink auf die interne Seite Example: [[Example]]. Über interne Links können auch Backlinks abgefragt werden.
Externe Links
Hyperlinks auf externe Webseiten: [http://example.com/]. Häufig genutzte externe Links können in einer abgewandelten internen Schreibweise genutzt werden [[:en:Example]].

### Andere Hypertext-Systeme
Auch andere Hypertext-Systeme setzen Hyperlinks ein. Die Verwendung von Hyperlinks in diesen anderen Systemen wird im Artikel Hypertext beschrieben.

## Visualisierung

Gerichteter zyklischer Graph

In der Regel lassen sich kleine oder große verlinkte Netze als gerichtete zyklische Graphen abbilden, in denen Hyperlinks mit Hilfe von Kanten und Ecken bzw. Knoten von oder zu referenzierten Dokumenten dargestellt werden. Interpretiert man das nebenstehende Bild als verlinktes Netz, enthält beispielsweise das Dokument B einen Hyperlink auf das Dokument C. Der Pfeil von der Ecke B zu der Ecke C (eine gerichtete Kante des Graphen) stellt den Hyperlink dar. Von der Ecke B gelangt man über C, E und D wieder zurück zu B (Zyklus), was in diesem Fall bedeutet, dass man von B ausgehend durch Folgen der entsprechenden Hyperlinks wieder zu dem Ausgangspunkt, dem Dokument B, gelangt.

## Rechtsfragen
Tim Berners-Lee, der „Erfinder“ des World Wide Web, geht in Analogie zu Fußnoten und Querverweisen in der wissenschaftlichen Literatur davon aus, dass das bloße Vorhandensein eines Hyperlinks keine Rechtsverletzung darstellen kann; der Autor eines Textes mache sich durch Anbringen einer Fußnote oder eines Querverweises nicht automatisch den Inhalt des referenzierten Dokuments zu eigen. Das Prinzip des wechselseitigen Verweisens sei für wissenschaftliches Arbeiten grundlegend; wäre dieses Verweisprinzip illegal, würde dies jegliches wissenschaftliche Arbeiten in unserem heutigen Verständnis unmöglich machen.
Diese Auffassung teilen nicht alle Gerichte (wie das folgende Beispiel zeigt), obwohl die Rechtsliteratur selbst intensiv das Verweisprinzip einsetzt. Für große Verunsicherung unter Webseitenbetreibern sorgte im Jahr 2016 ein Urteil des Europäischen Gerichtshofs (EuGH). Demnach stellt ein Hyperlink, der einer unerlaubten „öffentlichen Wiedergabe“ entspricht, eine Urheberrechtsverletzung dar. Ein niederländisches Klatschportal hatte im Rahmen eines Online-Artikels auf eine Website verlinkt, die unlizenzierte Kopien bestimmter Bildinhalte bereitstellte. Dem Gericht zufolge hätte das Portal als kommerzieller Webseitenbetreiber – wenn der Hyperlink mit Gewinnerzielungsabsicht gesetzt wird – eine Nachprüfung des Urheberrechts durchführen müssen. Zudem konnte die Vermutung, dass der Betreiber die Links in voller Kenntnis der Rechtswidrigkeit der Veröffentlichung gesetzt hat, nicht widerlegt werden.
Der ausführliche Beitrag von Claudio Unterbrink anhand des Falls der geleakten CUII-Liste analysiert darauf aufbauend auf dem Tech-Portal tarnkappe.info umfassend u. a. mit dem Argument, dass es sich bei URLs und Hyperlinks nur um Metadaten handelt. Es wird technisch nachgewiesen, dass es keinen Unterschied mache, ob man eine URL textlich nenne oder ob man die URL mit einem Link (eben der URL) verlinke. Auch eine juristische Prüfung, ob ein Bewusstsein bestanden habe, dass man auf ggf. rechtswidrige oder urheberrechtlich geschützte Inhalte mit einer ULR als Metadatum verweise, sei kritisch zu beurteilen: Denn, man könnte nicht über etwas sprechen, ohne das „Definiendum“ (das zu Benennende) zu benennen. Das Autor schlägt daher vor, das hostende Portal zu einem Text oder einer Datei, die Urheberrechte verletze, mit einem Impressum zu versehen, um ggf. Lizenzen für eine Internet-Leihe wie bei Bibliotheken zu erwirken oder das Angebot ganz aus dem Internet durch den Herausgeber zu entfernen. Die juristische Bewertung von technischen Prozessen im Internet und deren darauf basierende Rechtsprechung benötige daher eine aktualisierende Revision und Anpassung an das technisch gewandelte Verständnis von Hyperlinks und URLs als Metadaten im Internet.

Bisher hat sich noch keine einheitliche Rechtsprechung herausgebildet.
Verbindlich ist dahingehend europaweit die E-Commerce-Richtlinie 2000/31/EG des Europäischen Parlaments und des Rates vom 8. Juni 2000 und deren nationale Umsetzungen.
Auch Hotlinking kann untersagt werden, da damit Bandbreitendiebstahl einhergeht.